# Зинина, Анастасия Александровна
Анастасия Александровна Зинина (род. 16 февраля 2007, Ростов-на-Дону, Россия) — российская фигуристка, выступающая в одиночном катании. Член сборной России в сезоне 2023/24. Мастер спорта России.

## Начало карьеры
Родилась 16 февраля 2007 года в Ростове-на-Дону. 
Анастасия Зинина выросла в спортивной семье, её мама занималась большим теннисом. Папа занимается любительским футболом. Провела своё детство в Аксае, на коньки встала в 6 лет. Первым наставником стала Наталья Мишура, которая отмечала, что Зинина была очень упорной и сообразительной. После переехала в Ростов-на-Дону, где её тренером стала Ирина Дёмина. В 2017 году ростовский Дворец спорта закрылся на реконструкцию и фигуристка вместе с родителями переехала в Москву.

## Карьера
После переезда в Москву тренировалась в клубе «Снежные Барсы» под руководством Светланы Пановой.
В 2021 году перешла в «Ангелы Плющенко», под руководство Евгения Плющенко и Дмитрия Михайлова. В сезоне 2021/2022 выступила на этапе юниорского Гран-при в России и заняла 2 место. Также она выступала на этапе юниорского Гран-при Австрии, где заняла 3-е место. На 4-м этапе Кубка России заняла 2 место. В сезоне 21/22 впервые была представлена на чемпионате страны, заняла 11 место.
В конце июня 2022 года стало известно, что Анастасия Зинина ушла из клуба «Ангелы Плющенко». Евгений Плющенко отчислил ученицу по своей инициативе. Позже фигуристка перешла в СК «Армия фигурного катания», под руководство тренера Алексея Василевского.
В сезоне 22/23 на Гран-при России получила бронзовую медаль, набрав 200,43 балла. На Кубке Первого канала в короткой программе упала с тройного лутца и получила травму.
В 2023 году попала в основной состав сборной России.

## Спортивные достижения
| Соревнования                | 18/19                       | 19/20                       | 20/21                       | 21/22                       | 22/23                       |
| Международные среди юниоров | Международные среди юниоров | Международные среди юниоров | Международные среди юниоров | Международные среди юниоров | Международные среди юниоров |
| --------------------------- | --------------------------- | --------------------------- | --------------------------- | --------------------------- | --------------------------- |
| Этап ЮГП в Австрии          |                             |                             |                             | 3                           |                             |
| Этап ЮГП в России           |                             |                             |                             | 2                           |                             |
| Национальные                |                             |                             |                             |                             |                             |
| Чемпионат России            |                             |                             |                             | 11                          | 5                           |
| Чемпионат России по прыжкам |                             |                             |                             |                             | 8                           |
| Первенство России           |                             | 10                          | 4                           | 18                          |                             |